# Bror
Bror eller broder (i flertal brødre) er betegnelsen på en person af hankøn, der har samme forældre som en anden person. En lillebror er en yngre bror, mens en storebror er en ældre bror.
I Sverige, Norge og Danmark kan Bror også bruges som fornavn. Det er et olddansk drengenavn især brugt i Sønderjylland. Kan også staves Broder.
Bror ses også anvendt som et familiært/venskabeligt tiltaleord mellem mennesker i samme interessefællesskab (f.eks. logebror).
En tvillingebror er en bror, der er født ved samme fødsel som personen. En halvbror har enten faderen eller moderen til fælles med den person, han er bror til. En stedbror (også kaldet plastikbror, bonusbror) er barn af en af forældrenes partner. En adoptivbror er forældrenes adoptivbarn, og endelig er en fosterbror forældrenes fosterbarn.